# Pléyone (estrella)
Pléyone o Pleione (28 Tauri / HD 23862 / HR 1180) es el nombre de una estrella del cúmulo abierto de las Pléyades en la constelación de Tauro. Se encuentra a unos 440 años luz de distancia del sistema solar.
Como el resto de las Pléyades, Pléyone es una estrella de tipo espectral B y, junto con Asterope (21 Tauri), es la menos caliente, siendo su temperatura efectiva de 12 000 K. De tipo espectral B8Vpe, es una estrella de la secuencia principal, a diferencia de otras estrellas de las Pléyades que son gigantes o subgigantes. Es 190 veces más luminosa que el Sol y su radio es 3,2 veces más grande que el radio solar.
Tiene una masa estimada de 3,4 masas solares.
La principal peculiaridad de Pléyone es su espectro característico, con emisiones de hidrógeno que aparecen en determinadas longitudes de onda, estando clasificada como una estrella Be. Estas emisiones provienen de un anillo de gas que rodea a la estrella, y que se relaciona con su alta velocidad de rotación de 329 km/s en el ecuador, 165 veces mayor que la del Sol. Asimismo, en ciclos de 17 y 34 años, la estrella pasa por fases de estrella B normal, estrella Be y estrella Be con envoltura. Todo ello provoca cambios irregulares en su luminosidad, estando catalogada como una variable del tipo Gamma Cassiopeiae. Recibe la denominación de variable BU Tauri, variando su brillo entre magnitud aparente +4,77 y +5,50.